# 雙頭州郡
双头州郡，东晋南北朝时特殊的地方行政建制。二州二郡治所在一地，合设一行政长官者称为双头州郡。
东晋以后，因侨置州郡日益增多，于是以二州、二郡合设一行政长官，有以下几种情况：
1. 侨州郡寄治于实土州郡。秦州又称南秦州，与梁州合治南郑（今陕西省汉中市）[1]；西晋永嘉后侨置巴西郡，与梓潼郡同治涪县（今四川省绵阳市东），合称巴西梓潼二郡；南齐、南梁的东莞郡、琅邪郡二郡同治朐山（今江苏省连云港市旧海州）；东晋、刘宋时青州、冀州二州同治东阳城（今山东省青州市北）。
2. 两侨州郡同治一地。南朝宋清河郡、广川郡二郡同治盘阳城，青州、冀州二州同治郁洲。
3. 二实土郡同治一地。如南朝宋汝南郡、新蔡郡二郡同治悬瓠城（今河南省汝南县），陈郡、南顿郡二郡同治项城（今河南省沈丘县）。

双头州郡东晋设置较少，南朝最多，北朝也有沿用。北魏的颍楚二州所统有双头郡。颍州领20郡，其中单郡2个，双头郡有9个，除东郡汝南郡这个双头郡外，其他都是梁武帝所设置后来被北魏所沿置；楚州领12郡，也有2个双头郡。双头郡的太守，其衔称前连书两郡之名。